# 2016年の柏レイソル
2016年の柏レイソルは、柏レイソルの2016年シーズンの成績を詳述する。

## 概要
チームスローガン ：「柏から世界へ UNIDOS SOMOS FORTES」
吉田達磨監督が2015シーズンをもって退任し、工藤壮人がバンクーバー・ホワイトキャップス (カナダ) へ、キム・チャンスが全北現代モータース (韓国) へ、近藤直也が千葉へ、狩野健太が川崎へ、菅野孝憲が京都へ、三浦龍輝が長野へ、藤田優人が鳥栖へ移籍。また、期限付き移籍のクリスティアーノが甲府に復帰。長崎へ期限付き移籍中の木村裕は期限付き移籍延長となった。鈴木大輔が契約満了のため退団となった。
2016シーズンよりミルトン・メンデスが新監督に就任。補強面では仙台から鎌田次郎、オネハンガ・スポーツ (ニュージーランド) から手塚康平、流通経済大学から湯澤聖人、甲府から伊東純也、チョンブリーFC (タイ) からジュリアーノ・ミネイロ、ノボリゾンチーノ (ブラジル) からディエゴ・オリヴェイラを完全移籍で獲得、スポルティングCP (ポルトガル) から田中順也を期限付きで獲得し、福岡に期限付き移籍をしていた中村航輔が復帰した。また、柏レイソルU-18から安西海斗、滝本晴彦が昇格した。
シーズン開幕後にエドゥアルドが川崎フロンターレへ期限付き移籍し、フェホビアリア (ブラジル) からパトリック、クルゼイロ (ブラジル) からドゥドゥを期限付き移籍で獲得したが、メンデス監督辞任後、パトリックは構想外となり退団となった。また、キャプテンを8人に就任したり、練習と試合での指示が異なっており、チームは混乱し、雰囲気も悪化した。ちばぎんカップでは、ジェフ千葉に0-3と惨敗し、リーグ戦開幕後も2連敗を喫した。
3月12日の明治安田生命J1リーグ1stステージ第3節のジュビロ磐田戦(日立柏2-2)を最後に家族の健康上の理由でミルトン・メンデスは辞任し、フロントも慰留しなかったため、事実上の解任となった。後任には、下平隆宏ヘッドコーチが昇格し、代行という形ではなく監督に正式就任した。それに伴いヘッドコーチには布部陽功が就任した。監督交代後は下部組織出身の選手を中心とした中谷進之介、中山雄太、中村航輔らのディフェンス陣が貢献してリーグタイ記録となる5試合連続完封勝利を記録。
また、5月28日には1997年から2004年まで在籍していた薮崎真哉が代表取締役を務めている ジールホールディングス とユニフォームスポンサー契約をした。これによりユニフォームの背中下部には無償提供のセーブ・ザ・チルドレン・ジャパンとユニフォームスポンサーのジールホールディングスの2つのロゴが入ることになった。
7月1日、中村航輔がU-23日本代表 リオ五輪メンバーに選出、中谷進之介がU-23日本代表 リオ五輪バックアップメンバーに選出された。
夏の移籍期間では、甲府のクリスティアーノが完全移籍で再加入。エデルソンがヴァスコ・ダ・ガマへ期限付き移籍、大島康樹がカターレ富山へ育成型期限付き移籍。
明治安田生命J1リーグ2ndステージ第5節（7月23日）柏vsG大阪において、14分にクリスティアーノが決めたゴールが柏レイソルのJ1リーグ通算1,000ゴールを記録した。
明治安田生命J1リーグ2ndステージ第6節（7月30日）磐田vs柏において、71分にディエゴ・オリヴェイラが決めたゴールが『7月度月間ベストゴール』に受賞された。
9月15日、ジュリアーノ・ミネイロがシーズン途中で退団。

## ユニフォーム
ユニフォームのデザインは前年同様である。シーズン途中に前述の通り、ジールホールディングスのロゴが入ることになった。
| ホーム | アウェイ |

## スタッフ

### IN
| 役職                       | 名前               | 前職                                                                            | 発表日         | 備考 |
| 監督                       | ミルトン・メンデス | アトレチコ・パラナエンセ監督                                                    | 2015年10月30日 | 新任 |
| ヘッドコーチ               | 下平隆宏           | 柏レイソルU-18監督                                                              | 2016年01月09日 | 新任 |
| コーチ                     | エジネウソン       | アトレチコ・パラナエンセアシスタントコーチ                                      | 2016年01月09日 | 新任 |
| フィジカルコーディネーター | ベルマール         | ブラジルリーグ1部クラブ GPS人体機能測定コーディネーター兼トレーニングプランナー | 2016年01月09日 | 新任 |
| 監督                       | 下平隆宏           | 柏レイソルヘッドコーチ                                                          | 2016年03月12日 | 昇格 |
| ヘッドコーチ               | 布部陽功           | 柏レイソルU-18監督                                                              | 2016年03月15日 | 復帰 |

### OUT
| 役職         | 選手名             | 就職先                 | 発表日         | 備考 |
| 監督         | 吉田達磨           | アルビレックス新潟監督 | 2015年10月28日 | 退任 |
| ヘッドコーチ | 布部陽功           | 柏レイソルU-18監督     | 2016年01月09日 | 退任 |
| コーチ       | 杉山弘一           | BB-CU FC監督           | 2016年01月12日 | 退任 |
| 監督         | ミルトン・メンデス | サンタクルス監督       | 2016年03月12日 | 辞任 |

## 加入・移籍選手

### IN
| Pos | 選手名                 | 前所属               | 発表日                        | 備考                           |
| DF  | 湯澤聖人               | 流通経済大学         | 2015年01月16日 2016年01月08日 | 加入内定                       |
| DF  | 鎌田次郎               | ベガルタ仙台         | 2015年12月30日                | 完全移籍で獲得                 |
| GK  | 中村航輔               | アビスパ福岡         | 2016年01月05日                | 期限付き移籍期間終了に伴い復帰 |
| FW  | 伊東純也               | ヴァンフォーレ甲府   | 2016年01月08日                | 完全移籍で獲得                 |
| GK  | 滝本晴彦               | 柏レイソルU-18       | 2016年01月08日                | トップチームへ昇格             |
| MF  | 安西海斗               | 柏レイソルU-18       | 2016年01月08日                | トップチームへ昇格             |
| MF  | 手塚康平               | オネハンガ・スポーツ | 2016年01月08日                | 完全移籍で獲得                 |
| MF  | ジュリアーノ・ミネイロ | チョンブリーFC       | 2016年01月12日                | 完全移籍で獲得                 |
| FW  | ディエゴ・オリヴェイラ | ノボリゾンチーノ     | 2016年01月12日                | 完全移籍で獲得                 |
| FW  | クリスティアーノ       | ヴァンフォーレ甲府   | 2016年06月22日                | 完全移籍で獲得                 |

### IN (レンタル)
| Pos | 選手名     | 前所属                                     | 発表日         | 期間   | 備考   |
| FW  | 田中順也   | スポルティング・クルーベ・デ・ポルトゥガル | 2016年02月07日 | 非公開 | [ 22 ] |
| DF  | パトリック | フェホビアリア                             | 2016年03月04日 | 非公開 | [ 23 ] |
| FW  | ドゥドゥ   | クルゼイロ                                 | 2016年03月19日 | 非公開 | [ 24 ] |

### OUT
| Pos | 選手名                 | 移籍先                           | 発表日                        | 備考              |
| DF  | 近藤直也               | ジェフユナイテッド市原・千葉     | 2015年11月22日 2015年12月30日 | 契約満了 完全移籍 |
| MF  | 狩野健太               | 川崎フロンターレ                 | 2015年12月05日 2016年01月01日 | 契約満了 完全移籍 |
| GK  | 三浦龍輝               | AC長野パルセイロ                 | 2015年12月05日 2016年01月06日 | 契約満了 完全移籍 |
| FW  | 工藤壮人               | バンクーバー・ホワイトキャップス | 2015年12月29日                | 移籍合意          |
| GK  | 菅野孝憲               | 京都サンガF.C.                   | 2016年01月05日                | 完全移籍          |
| FW  | クリスティアーノ       | ヴァンフォーレ甲府               | 2016年01月05日                | 期限付き移籍満了  |
| DF  | キム・チャンス         | 全北現代モータース               | 2016年01月09日                | 退団              |
| DF  | 鈴木大輔               | ジムナスティック・タラゴナ       | 2016年01月15日                | 退団              |
| DF  | 藤田優人               | サガン鳥栖                       | 2016年01月16日                | 完全移籍          |
| DF  | パトリック             | フェホビアリア                   | 2016年04月15日                | 期限付き終了      |
| MF  | ジュリアーノ・ミネイロ | セランゴールFA                   | 2016年09月15日                | 退団              |

### OUT (レンタル)
| Pos | 選手名       | 移籍先               | 発表日         | 期間                        | 備考               |
| FW  | 木村裕       | V・ファーレン長崎    | 2016年01月04日 | 不明 - 2017年1月31日        | 期限付き移籍延長   |
| DF  | エドゥアルド | 川崎フロンターレ     | 2016年02月28日 | 2016年3月1日 - 2017年1月1日 | 期限付き移籍       |
| FW  | エデルソン   | CRヴァスコ・ダ・ガマ | 2016年07月20日 | 不明                        | 期限付き移籍       |
| FW  | 大島康樹     | カターレ富山         | 2016年08月05日 | 不明                        | 育成型期限付き移籍 |

### トップチームへ選手登録 (2種登録)
| Pos | 選手名   | 前所属         | 発表日         | 備考   |
| DF  | 古賀太陽 | 柏レイソルU-18 | 2016年05月13日 | [ 42 ] |

## 所属メンバー
2016年1月16日発表のメンバーリスト。※2016年2月7日にスポルティングCP (ポルトガル) からFW田中順也が期限付き移籍で加入。2016年2月28日にDFエドゥアルドが川崎フロンターレへ期限付き移籍。2016年3月4日に[[フェホビアリア]] (ブラジル) からDFパトリック、2016年3月19日にクルゼイロ (ブラジル) からFWドゥドゥが期限付き移籍で獲得したが、メンデス監督辞任後、パトリックは構想外となり退団となった。
夏の移籍期間で甲府のクリスティアーノが完全移籍で再加入。エデルソンがヴァスコ・ダ・ガマへ期限付き移籍、大島康樹がカターレ富山へ育成型期限付き移籍。
9月15日、ジュリアーノ・ミネイロがシーズン途中で退団。

### トップチーム選手
| Pos | No. | 選手名                 | 備考 |
| GK  | 1   | 桐畑和繁               | |
| GK  | 16  | 稲田康志               | |
| GK  | 23  | 中村航輔               | 福岡への期限付き移籍から復帰                                                                                      |
| GK  | 32  | 滝本晴彦               | 柏レイソルU-18から昇格                                                                                            |
| DF  | 2   | 鎌田次郎               | 仙台から移籍加入                                                                                                  |
| DF  | 4   | 中谷進之介             | 2015シーズンから背番号変更（前：20）                                                                              |
| DF  | 5   | 増嶋竜也               | |
| DF  | 6   | 山中亮輔               | |
| DF  | 21  | 湯澤聖人               | 流通経済大学から新加入 2015シーズンから背番号変更（前：37） プロA契約へ変更                                       |
| DF  | 22  | 輪湖直樹               | |
| DF  | 27  | 今井智基               | 2015シーズンから背番号変更（前：23）                                                                              |
| DF  | 29  | 中山雄太               | プロA契約へ変更                                                                                                   |
| DF  | 35  | 古賀太陽               | 2種登録 |
| DF  | －  | エドゥアルド           | J1・1st第1節終了後、川崎へ期限付き移籍 所属時の背番号は13                                                         |
| DF  | －  | パトリック             | J1・1st第1節終了後、フェホビアリアから期限付き移籍加入 J1・1st第7節終了後、フェホビアリアへ復帰 所属時の背番号は3 |
| MF  | 7   | 大谷秀和               | キャプテン（ミルトン・メンデス監督時代は キャプテンは8人いると明言した）                                          |
| MF  | 8   | 茨田陽生               | |
| MF  | 15  | 武富孝介               | |
| MF  | 17  | 秋野央樹               | |
| MF  | 19  | 中川寛斗               | |
| MF  | 25  | 小林祐介               | |
| MF  | 26  | 太田徹郎               | |
| MF  | 28  | 栗澤僚一               | |
| MF  | 30  | 手塚康平               | オネハンガ・スポーツから移籍加入                                                                                  |
| MF  | 33  | 安西海斗               | 柏レイソルU-18から昇格                                                                                            |
| MF  | －  | ジュリアーノ・ミネイロ | チョンブリーから移籍加入 9月15日、退団 所属時の背番号は20                                                         |
| FW  | 9   | 田中順也               | スポルティングCPから期限付き移籍加入                                                                              |
| FW  | 10  | 大津祐樹               | |
| FW  | 11  | ディエゴ・オリヴェイラ | ノボリゾンチーノから移籍加入                                                                                      |
| FW  | 14  | 伊東純也               | 甲府から移籍加入                                                                                                  |
| FW  | 34  | ドゥドゥ               | J1・1st第4節終了後、クルゼイロから期限付き移籍加入                                                                |
| FW  | 37  | クリスティアーノ       | J1・1st第17節終了後、甲府から移籍加入                                                                             |
| FW  | －  | エデルソン             | 2015シーズンから背番号変更（前：11） 7月20日、ヴァスコ・ダ・ガマへ期限付き移籍 所属時の背番号は18                 |
| FW  | －  | 大島康樹               | 8月5日、富山へ育成型期限付き移籍 所属時の背番号は31                                                               |

### コーチングスタッフ
| 役職                       | 名前               | 備考                     |
| 監督                       | ミルトン・メンデス | 新任 2016年3月12日に辞任 |
| 監督                       | 下平隆宏           | 2016年3月12日に昇格      |
| ヘッドコーチ               | 下平隆宏           | 新任                     |
| ヘッドコーチ               | 布部陽功           | 2016年3月15日に復帰      |
| コーチ                     | エジネウソン       | 新任                     |
| フィジカルコーディネーター | ベルマール         | 新任                     |
| フィジカルコーチ           | 松原直哉           |                          |
| GKコーチ                   | 松本拓也           |                          |

## 結果

### プレシーズン

#### 練習試合
| 30分×4本 2016年01月30日 (土) | 柏レイソル | 5 - 3    | 鹿屋体育大学                                      | 指宿いわさきホテル 第2グラウンド |  |
| 14:00                        | 秋野央樹 47分 (2本目) · 鎌田次郎 66分 (3本目) · 茨田陽生 77分 (3本目) · 大津祐樹 88分 (3本目) · エデルソン 107分 (4本目)(pen.) | レポート | 19分 (1本目)(pen.) · 61分 (3本目) · 119分 (4本目) |                                  |  |

| 30分×4本 2016年02月05日 (金) | 柏レイソル                                                              | 3 - 2               | 浦和レッズ                                   | 指宿いわさきホテル 第1グラウンド |  |
| 13:00                        | エデルソン 10分 (1本目) · 大津祐樹 47分 (2本目) · 大島康樹 84分 (3本目) | レポート1 レポート2 | 李忠成 40分 (2本目) · 石原直樹 117分 (4本目) |                                  |  |

| 30分×3本 2016年02月15日 (月) | 柏レイソル                         | 3 - 1    | 柏レイソルU-18 | 日立柏総合グラウンド |  |
| 10:00                        | 武富孝介 5分, 88分 · 増嶋竜也 45分 | レポート | 54分           |                      |  |

| 45分×2本 2016年02月20日 (土) | 柏レイソル                                                      | 4 - 1    | 東京ヴェルディ | 日立柏サッカー場 |  |
| 14:00                        | 大津祐樹 19分 · エデルソン 45分 · 武富孝介 56分 · 田中順也 66分 | レポート | 83分           |                  |  |

| 45分×2本 2016年02月21日 (日) | 柏レイソル                          | 3 - 1    | 流通経済大学 | 日立柏サッカー場 |  |
| 10:00                        | 茨田陽生 27分 · 田中順也 56分, 60分 | レポート | 47分         |                  |  |

| 45分×2本 2016年02月28日 (日) | 柏レイソル                    | 2 - 1    | 非公開 | 日立柏総合グラウンド |  |
| 11:00                        | 武富孝介 39分 · 田中順也 42分 | レポート | 58分   |                      |  |

| 45分×2本 2016年03月06日 (日) | 柏レイソル                    | 2 - 0    | 東洋大学 | 日立柏総合グラウンド |  |
| 10:20                        | 田中順也 13分 · 小林祐介 54分 | レポート |          |                      |  |

| 45分×2本 2016年03月13日 (日) | 柏レイソル    | 1 - 1    | 順天堂大学 | 日立柏総合グラウンド |  |
| 11:00                        | 中川寛斗 73分 | レポート | 14分       |                      |  |

| 45分×2本 2016年03月28日 (月) | 柏レイソル | 0 - 0    | 流通経済大学 | 日立柏総合グラウンド |  |
| 11:00                        |            | レポート |              |                      |  |

| 45分×2本 2016年04月16日 (土) | 柏レイソル                                 | 3 - 1    | 国士舘大学 | 日立柏総合グラウンド |  |
| 15:30                        | エデルソン 4分 · 練習生 65分 · 練習生 90分 | レポート | 60分       |                      |  |

| 45分×2本 2016年04月25日 (月) | 柏レイソル   | 1 - 4    | 湘南ベルマーレ              | 日立柏サッカー場 |  |
| 13:00                        | ディエゴ 4分 | レポート | 56分 · 58分 · 67分 · 90+2分 |                  |  |

| 45分×2本 2016年05月30日 (月) | 柏レイソル                            | 3 - 1    | 大宮アルディージャ | 日立柏総合グラウンド |  |
| 12:00                        | エデルソン 24分, 39分 · 大島康樹 56分 | レポート | 48分               |                      |  |

| 45分×2本 2016年06月12日 (日) | 柏レイソル                                    | 3 - 1    | Honda FC | 日立柏総合グラウンド |  |
| 14:00                        | 大島康樹 21分 · 太田徹郎 41分 · 増嶋竜也 49分 | レポート | 72分     |                      |  |

| 45分×2本 2016年06月19日 (日) | 柏レイソル    | 1 - 0    | 東洋大学 | 日立柏総合グラウンド |  |
| 15:30                        | 大島康樹 20分 | レポート |          |                      |  |

| 45分×2本 2016年07月03日 (日) | 柏レイソル    | 1 - 1    | ブリオベッカ浦安 | 日立柏総合グラウンド |  |
| 15:00                        | 大島康樹 37分 | レポート | 90分             |                      |  |

| 45分×2本 2016年07月24日 (日) | 柏レイソル                                                                                  | 5 - 0    | 青山学院大学 | 日立柏総合グラウンド |  |
| 15:30                        | 大津祐樹 27分 · 中川寛斗 32分 · 田中順也 34分 · ジュリアーノ・ミネイロ 60分 · 太田徹郎 72分 | レポート |              |                      |  |

| 35分×2本 2016年07月31日 (日) | 柏レイソル                      | 2 - 1    | 浦和レッズ | 日立柏総合グラウンド |  |
| 15:30                        | 山中亮輔 35+1分 · 鎌田次郎 39分 | レポート | 70+2分     |                      |  |

| 45分×2本 2016年08月14日 (日) | 柏レイソル                    | 2 - 2    | つくばFC      | 日立柏総合グラウンド |  |
| 16:00                        | 増嶋竜也 44分 · 太田徹郎 76分 | レポート | 89分 · 90+1分 |                      |  |

| 45分×2本 2016年08月21日 (日) | 柏レイソル                                    | 3 - 3    | 大宮アルディージャ | さいたま市高木サッカー場 |  |
| 15:30                        | 大津祐樹 29分 · 太田徹郎 49分 · ドゥドゥ 60分 | レポート | 13分 · 20分 · 77分 |                          |  |

| 45分×2本 2016年09月04日 (日) | 柏レイソル                | 3 - 1    | 町田ゼルビア | 日立柏総合グラウンド |  |
| 15:00                        | 田中順也 24分, 36分, 42分 | レポート | 61分         |                      |  |

| 45分×2本 2016年09月11日 (日) | 柏レイソル                                                                        | 5 - 0    | 中央大学 | 日立柏総合グラウンド |  |
| 15:00                        | 田中順也 19分 · 太田徹郎 21分, 53分 · ジュリアーノ・ミネイロ 61分 · 中川寛斗 73分 | レポート |          |                      |  |

| 45分×2本 2016年10月02日 (日) | 柏レイソル                                                                    | 5 - 2    | 流通経済大学    | 日立柏総合グラウンド |  |
| 14:30                        | 鎌田次郎 27分 · 大津祐樹 37分 · 田中順也 47分 · 武富孝介 55分 · 安西海斗 88分 | レポート | ゴール · ゴール |                      |  |

| 35分×2本 2016年10月23日 (日) | 柏レイソル | 0 - 0    | 日本体育大学柏高校 | 日立柏総合グラウンド |  |
| 11:00                        |            | レポート |                    |                      |  |

#### ちばぎんカップ
| 第21回 2016年02月14日 (日) | ジェフユナイテッド市原・千葉                      | 3 - 0               | 柏レイソル                      | フクダ電子アリーナ, 千葉        |  |
| 13:04                      | 船山貴之 15分 · エウトン 49分 · イ・ジュヨン 82分 | レポート1 レポート2 | 大谷秀和 44分 · 中谷進之介 51分 | 観客数: 12,921人 主審: 井上知大 |  |

### J1リーグ
2016年1月28日に、Jリーグの2016年シーズンの試合日程が発表された。

#### 1stステージ

##### 1stステージ戦績
| 通算 | 通算 | 通算 | 通算 | 通算 | 通算 | 通算 | 通算 | ホーム | ホーム | ホーム | ホーム | ホーム | ホーム | アウェー | アウェー | アウェー | アウェー | アウェー | アウェー |
| 試   | 勝   | 分   | 敗   | 得   | 失   | 差   | 勝点 | 勝     | 分     | 敗     | 得     | 失     | 差     | 勝       | 分       | 敗       | 得       | 失       | 差       |
| ---- | ---- | ---- | ---- | ---- | ---- | ---- | ---- | ------ | ------ | ------ | ------ | ------ | ------ | -------- | -------- | -------- | -------- | -------- | -------- |
| 17   | 6    | 6    | 5    | 20   | 21   | −1   | 24   | 3      | 2      | 3      | 11     | 12     | −1     | 3        | 4        | 2        | 9        | 9        | 0        |

##### 1stステージ順位表
| 順 | チーム             | 試 | 勝 | 分 | 敗 | 得 | 失 | 差 | 点 |
| -- | ------------------ | -- | -- | -- | -- | -- | -- | -- | -- |
| 5  | 大宮アルディージャ | 17 | 7  | 5  | 5  | 17 | 18 | −1 | 26 |
| 6  | ガンバ大阪         | 17 | 7  | 3  | 7  | 22 | 20 | +2 | 24 |
| 7  | 柏レイソル         | 17 | 6  | 6  | 5  | 20 | 21 | −1 | 24 |
| 8  | ジュビロ磐田       | 17 | 6  | 5  | 6  | 21 | 23 | −2 | 23 |
| 9  | FC東京             | 17 | 6  | 5  | 6  | 16 | 18 | −2 | 23 |

##### 節別成績表 (1st)
- 順位はステージ順位を表す。

| 節     | 1  | 2  | 3  | 4  | 5  | 6  | 7 | 8 | 9 | 10 | 11 | 12 | 13 | 14 | 15 | 16 | 17 |
| ------ | -- | -- | -- | -- | -- | -- | - | - | - | -- | -- | -- | -- | -- | -- | -- | -- |
| 開催地 | H  | A  | H  | A  | A  | H  | A | A | H | A  | H  | A  | H  | A  | H  | A  | H  |
| 結果   | L  | L  | D  | D  | D  | W  | W | W | W | W  | L  | D  | W  | L  | L  | D  | D  |
| 順位   | 10 | 18 | 17 | 17 | 16 | 14 | 9 | 7 | 4 | 4  | 4  | 5  | 5  | 5  | 6  | 7  | 7  |

最終更新日：2016年6月25日.
出典：J. League Data Site

開催地：A = アウェー、H = ホーム。結果： D = 引き分け、 L = 敗戦、W = 勝利。

##### 節別試合結果 (1st)
| 第1節 2016年02月27日 (土) | 柏レイソル                                    | 1 - 2    | 浦和レッズ                                                    | 日立柏サッカー場, 柏            |  |
| 15:03                     | 秋野央樹 58分 · 田中順也 61分 · 大谷秀和 64分 | 公式記録 | 森脇良太 23分 · 槙野智章 24分 · 武藤雄樹 52分 · ズラタン 84分 | 観客数: 13,416人 主審: 家本政明 |  |

| 第2節 2016年03月05日 (土) | 大宮アルディージャ                                           | 2 - 0    | 柏レイソル    | NACK5スタジアム大宮, さいたま   |  |
| 16:04                     | ドラガン・ムルジャ 9分, 15分 · 菊地光将 29分 · 沼田圭悟 56分 | 公式記録 | 増嶋竜也 41分 | 観客数: 12,696人 主審: 木村博之 |  |

| 第3節 2016年03月12日 (土) | 柏レイソル                                                  | 2 - 2    | ジュビロ磐田                                                            | 日立柏サッカー場, 柏          |  |
| 18:30                     | ディエゴ・オリヴェイラ 25分 · 秋野央樹 55分 · 田中順也 78分 | 公式記録 | ジェイ 14分 · 中村太亮 43分 · 上田康太 54分 · 森下俊 73分 · 櫻内渚 90分 | 観客数: 10,280人 主審: 松尾一 |  |

| 第4節 2016年03月19日 (土) | アルビレックス新潟             | 2 - 2    | 柏レイソル                                                                            | デンカビッグスワンスタジアム, 新潟 |  |
| 14:03                     | 田中達也 9分 · 大野和成 90+5分 | 公式記録 | 武富孝介 59分, 85分 · ディエゴ・オリヴェイラ 62分 · エデルソン 72分 · 大津祐樹 90+2分 | 観客数: 14,627人 主審: 村上伸次    |  |

| 第5節 2016年04月02日 (土) | サガン鳥栖    | 1 - 1    | 柏レイソル                      | ベストアメニティスタジアム, 鳥栖 |  |
| 15:04                     | 豊田陽平 30分 | 公式記録 | 中谷進之介 52分 · 大津祐樹 81分 | 観客数: 9,144人 主審: 上田益也   |  |

| 第6節 2016年04月10日 (日) | 柏レイソル         | 1 - 0    | FC東京                        | 日立柏サッカー場, 柏            |  |
| 19:04                     | 田中順也 82分 (PK) | 公式記録 | 吉本一謙 49分 · 橋本拳人 81分 | 観客数: 10,470人 主審: 榎本一慶 |  |

| 第7節 2016年04月15日 (金) | ガンバ大阪    | 0 - 1    | 柏レイソル                                                          | 市立吹田サッカースタジアム, 吹田 |  |
| 19:04                     | 丹羽大輝 77分 | 公式記録 | ディエゴ・オリヴェイラ 21分, 71分 · 中谷進之介 33分 · 中村航輔 84分 | 観客数: 13,731人 主審: 木村博之  |  |

| 第8節 2016年04月24日 (日) | 鹿島アントラーズ | 0 - 2    | 柏レイソル                                        | カシマサッカースタジアム, 鹿嶋  |  |
| 16:04                     | 植田直通 13分    | 公式記録 | 小林祐介 45+2分 · 伊東純也 45+2分 · 武富孝介 63分 | 観客数: 15,914人 主審: 家本政明 |  |

| 第9節 2016年04月30日 (土) | 柏レイソル                                                  | 2 - 0    | ヴィッセル神戸                                                   | 日立柏サッカー場, 柏          |  |
| 15:04                     | 山中亮輔 15分 · ディエゴ・オリヴェイラ 35分 · 伊東純也 53分 | 公式記録 | 渡邉千真 6分 · 三原雅俊 12分 · 伊野波雅彦 29分 · 相馬崇人 45+1分 | 観客数: 11,382人 主審: 中村太 |  |

| 第10節 2016年05月04日 (水・祝) | ヴァンフォーレ甲府 | 0 - 2    | 柏レイソル                                          | 山梨中銀スタジアム, 甲府        |  |
| 19:04                          | 松橋優 41分        | 公式記録 | ディエゴ・オリヴェイラ 12分, 70分 · 輪湖直樹 90+1分 | 観客数: 11,338人 主審: 山本雄大 |  |

| 第11節 2016年05月08日 (日) | 柏レイソル                            | 1 - 3    | 川崎フロンターレ                                                          | 日立柏サッカー場, 柏            |  |
| 13:03                      | 中谷進之介 30分, 56分 · 伊東純也 89分 | 公式記録 | エドゥアルド・ネット 15分 · 大久保嘉人 52分 · 小林悠 55分 · 中村憲剛 72分 | 観客数: 13,977人 主審: 佐藤隆治 |  |

| 第12節 2016年05月13日 (金) | サンフレッチェ広島 | 0 - 0    | 柏レイソル    | エディオンスタジアム広島, 広島 |  |
| 19:34                      | ミキッチ 12分      | 公式記録 | 輪湖直樹 74分 | 観客数: 8,956人 主審: 松尾一   |  |

| 第13節 2016年05月21日 (土) | 柏レイソル                                                                  | 3 - 2    | アビスパ福岡                                | 日立柏サッカー場, 柏           |  |
| 15:03                      | 武富孝介 06分 · 秋野央樹 63分 · ディエゴ・オリヴェイラ 80分 · 輪湖直樹 86分 | 公式記録 | 中村北斗 18分 · 邦本宜裕 56分 · 城後寿 59分 | 観客数: 8,011人 主審: 池内明彦 |  |

| 第14節 2016年05月29日 (日) | 横浜F・マリノス                                                                   | 3 - 0    | 柏レイソル                      | 日産スタジアム, 横浜            |  |
| 13:05                      | 遠藤渓太 13分 · 栗原勇蔵 24分 · 中澤佑二 45分 · 齋藤学 52分 · パク・ジョンス 88分 | 公式記録 | 中谷進之介 37分 · 鎌田次郎 86分 | 観客数: 20,554人 主審: 高山啓義 |  |

| 第15節 2016年06月11日 (土) | 柏レイソル                                  | 0 - 2    | ベガルタ仙台                                                             | 日立柏サッカー場, 柏                       |  |
| 19:03                      | ディエゴ・オリヴェイラ 27分 · 鎌田次郎 85分 | 公式記録 | 三田啓貴 32分 · ハモン・ロペス 70分 (PK) · 渡部博文 80分 · 藤村慶太 88分 | 観客数: 9,534人 主審: ジャレッド・ジレット |  |

| 第16節 2016年06月18日 (土) | 名古屋グランパス | 1 - 1    | 柏レイソル    | パロマ瑞穂スタジアム, 名古屋    |  |
| 19:03                      | シモビッチ 53分  | 公式記録 | 茨田陽生 68分 | 観客数: 10,517人 主審: 山本雄大 |  |

| 第17節 2016年06月25日 (土) | 柏レイソル                      | 1 - 1    | 湘南ベルマーレ                | 日立柏サッカー場, 柏           |  |
| 19:03                      | 茨田陽生 71分 · 輪湖直樹 90+5分 | 公式記録 | 長谷川アーリアジャスール 71分 | 観客数: 9,643人 主審: 家本政明 |  |

#### 2ndステージ

##### 2ndステージ戦績
| 通算 | 通算 | 通算 | 通算 | 通算 | 通算 | 通算 | 通算 | ホーム | ホーム | ホーム | ホーム | ホーム | ホーム | アウェー | アウェー | アウェー | アウェー | アウェー | アウェー |
| 試   | 勝   | 分   | 敗   | 得   | 失   | 差   | 勝点 | 勝     | 分     | 敗     | 得     | 失     | 差     | 勝       | 分       | 敗       | 得       | 失       | 差       |
| ---- | ---- | ---- | ---- | ---- | ---- | ---- | ---- | ------ | ------ | ------ | ------ | ------ | ------ | -------- | -------- | -------- | -------- | -------- | -------- |
| 17   | 9    | 3    | 5    | 32   | 23   | +9   | 30   | 5      | 1      | 3      | 17     | 13     | +4     | 4        | 2        | 2        | 15       | 10       | +5       |

##### 2ndステージ順位表
| 順 | チーム             | 試 | 勝 | 分 | 敗 | 得 | 失 | 差  | 点 |
| -- | ------------------ | -- | -- | -- | -- | -- | -- | --- | -- |
| 3  | 川崎フロンターレ   | 17 | 11 | 1  | 5  | 35 | 24 | +11 | 34 |
| 4  | ガンバ大阪         | 17 | 10 | 4  | 3  | 31 | 22 | +9  | 34 |
| 5  | 柏レイソル         | 17 | 9  | 3  | 5  | 32 | 23 | +9  | 30 |
| 6  | 大宮アルディージャ | 17 | 8  | 6  | 3  | 24 | 18 | +6  | 30 |
| 7  | 横浜F・マリノス    | 17 | 7  | 8  | 2  | 32 | 19 | +13 | 29 |

##### 節別成績表 (2nd)
- 順位はステージ順位を表す。

| 節     | 1 | 2  | 3  | 4 | 5 | 6 | 7 | 8 | 9 | 10 | 11 | 12 | 13 | 14 | 15 | 16 | 17 |
| ------ | - | -- | -- | - | - | - | - | - | - | -- | -- | -- | -- | -- | -- | -- | -- |
| 開催地 | H | A  | H  | A | H | A | H | A | H | A  | H  | A  | H  | A  | H  | H  | A  |
| 結果   | W | L  | D  | W | W | W | L | L | W | W  | W  | D  | W  | D  | L  | L  | W  |
| 順位   | 8 | 11 | 10 | 8 | 5 | 4 | 6 | 8 | 7 | 6  | 5  | 6  | 7  | 4  | 6  | 7  | 5  |

最終更新日：2016年11月3日.
出典：J. League Data Site

開催地：A = アウェー、H = ホーム。結果： D = 引き分け、 L = 敗戦、W = 勝利。

##### 節別試合結果 (2nd)
| 第1節 2016年07月02日 (土) | 柏レイソル                                                     | 1 - 0    | アルビレックス新潟                          | 日立柏サッカー場, 柏            |  |
| 19:04                     | 輪湖直樹 59分 · 舞行龍ジェームズ 72分 (o.g.) · 鎌田次郎 90+3分 | 公式記録 | レオ・シルバ 81分 · ラファエル・シルバ 89分 | 観客数: 10,435人 主審: 佐藤隆治 |  |

| 第2節 2016年07月09日 (土) | 浦和レッズ                                    | 2 - 0    | 柏レイソル            | 埼玉スタジアム2002, さいたま    |  |
| 19:04                     | 阿部勇樹 32分 · 李忠成 50分 · 宇賀神友弥 74分 | 公式記録 | クリスティアーノ 68分 | 観客数: 27,875人 主審: 村上伸次 |  |

| 第3節 2016年07月13日 (水) | 柏レイソル                                                                                | 3 - 3    | サンフレッチェ広島                            | 日立柏サッカー場, 柏           |  |
| 19:03                     | 中山雄太 5分 · 中谷進之介 42分 · ディエゴ・オリヴェイラ 56分 · クリスティアーノ 61分 (PK) | 公式記録 | 丸谷拓也 31分 · 塩谷司 43分 · 柴﨑晃誠 45+1分 | 観客数: 7,090人 主審: 木村博之 |  |

| 第4節 2016年07月17日 (日) | FC東京                        | 0 - 1    | 柏レイソル                                            | 味の素スタジアム, 調布          |  |
| 19:03                     | 高橋秀人 50分 · 河野広貴 71分 | 公式記録 | 伊東純也 58分, 86分 · 中川寛斗 81分 · 中村航輔 90+4分 | 観客数: 22,374人 主審: 高山啓義 |  |

| 第5節 2016年07月23日 (土) | 柏レイソル                                       | 3 - 2    | ガンバ大阪                                                                          | 日立柏サッカー場, 柏            |  |
| 19:03                     | クリスティアーノ 9分, 14分, 54分 · 桐畑和繁 83分 | 公式記録 | 丹羽大輝 9分 · アデミウソン 16分, 16分 · 中谷進之介 23分 (o.g.) · オ・ジェソク 84分 | 観客数: 13,808人 主審: 扇谷健司 |  |

| 第6節 2016年07月30日 (土) | ジュビロ磐田                                              | 1 - 2    | 柏レイソル                                                  | ヤマハスタジアム, 磐田          |  |
| 19:04                     | ジェイ 23分, 83分 · 宮崎智彦 26分 · パパドプーロス 90+3分 | 公式記録 | 輪湖直樹 18分 · 栗澤僚一 58分 · ディエゴ・オリヴェイラ 71分 | 観客数: 14,353人 主審: 西村雄一 |  |

| 第7節 2016年08月06日 (土) | 柏レイソル    | 1 - 2    | 横浜F・マリノス                                               | 日立柏サッカー場, 柏              |  |
| 19:03                     | 中山雄太 68分 | 公式記録 | マルティノス 28分 · 51分 (o.g.) · 天野純 71分 · 中町公祐 74分 | 観客数: 12,170人 主審: 福島孝一郎 |  |

| 第8節 2016年08月13日 (土) | ベガルタ仙台                                                              | 4 - 2    | 柏レイソル                                                            | ユアテックスタジアム仙台, 仙台  |  |
| 19:04                     | ハモン・ロペス 15分, 73分 · ウイルソン 19分 · 渡部博文 39分 · 84分 (o.g.) | 公式記録 | クリスティアーノ 32分 · 伊東純也 52分 · 鎌田次郎 72分 · 中山雄太 77分 | 観客数: 16,873人 主審: 木村博之 |  |

| 第9節 2016年08月20日 (土) | 柏レイソル                                                                          | 3 - 1    | 名古屋グランパス | 日立柏サッカー場, 柏            |  |
| 19:03                     | 秋野央樹 11分 · 伊東純也 58分 · クリスティアーノ 70分 · ディエゴ・オリヴェイラ 75分 | 公式記録 | 川又堅碁 81分    | 観客数: 8,577 人 主審: 荒木友輔 |  |

| 第10節 2016年08月27日 (土) | 川崎フロンターレ                                                      | 2 - 5    | 柏レイソル                                                                                    | 等々力陸上競技場, 川崎           |  |
| 19:03                      | 森谷賢太郎 17分 · エウシーニョ 28分 · 大久保嘉人 61分 · 三好康児 82分 | 公式記録 | ディエゴ・オリヴェイラ 4分, 5分, 32分 · 茨田陽生 29分 · 中川寛斗 75分 · クリスティアーノ 79分 | 観客数: 21,791 人 主審: 村上伸次 |  |

| 第11節 2016年09月10日 (土) | 柏レイソル                                                          | 2 - 0    | 鹿島アントラーズ            | 日立柏サッカー場, 柏             |  |
| 19:04                      | 栗澤僚一 12分 · ディエゴ・オリヴェイラ 58分 · クリスティアーノ 81分 | 公式記録 | ブエノ 65分 · 杉本太郎 68分 | 観客数: 12,815 人 主審: 山本雄大 |  |

| 第12節 2016年09月17日 (土) | ヴィッセル神戸                    | 1 - 1    | 柏レイソル                                      | 神戸総合運動公園ユニバー記念競技場, 神戸 |  |
| 19:05                      | 岩波拓也 45+1分 · レアンドロ 88分 | 公式記録 | 栗澤僚一 22分 · 中谷進之介 23分 · 輪湖直樹 86分 | 観客数: 22,059 人 主審: 池内明彦         |  |

| 第13節 2016年09月25日 (日) | 柏レイソル                                  | 1 - 0    | ヴァンフォーレ甲府 | 日立柏サッカー場, 柏            |  |
| 19:04                      | 小林祐介 51分 · ディエゴ・オリヴェイラ 64分 | 公式記録 | 森晃太 90+1分      | 観客数: 9,043 人 主審: 榎本一慶 |  |

| 第14節 2016年10月01日 (土) | 湘南ベルマーレ                            | 0 - 0    | 柏レイソル    | Shonan BMWスタジアム平塚, 平塚   |  |
| 19:04                      | 高山薫 42分 · 三竿雄斗 82分 · ジネイ 84分 | 公式記録 | 輪湖直樹 29分 | 観客数: 10,665 人 主審: 飯田淳平 |  |

| 第15節 2016年10月22日 (土) | 柏レイソル                              | 2 - 3    | サガン鳥栖                                                    | 日立柏サッカー場, 柏             |  |
| 14:03                      | 田中順也 66分 · クリスティアーノ 90+1分 | 公式記録 | 鎌田大地 40分, 72分 · 富山貴光 45+1分 · キム・ミンヒョク 56分 | 観客数: 10,140 人 主審: 西村雄一 |  |

| 第16節 2016年10月29日 (土) | 柏レイソル                                  | 1 - 2    | 大宮アルディージャ          | 日立柏サッカー場, 柏             |  |
| 14:03                      | 中村航輔 18分 · 66分 (o.g.) · 武富孝介 73分 | 公式記録 | 江坂任 16分 · 家長昭博 19分 | 観客数: 11,583 人 主審: 扇谷健司 |  |

| 第17節 2016年11月03日 (木・祝) | アビスパ福岡    | 0 - 4 | 柏レイソル                                                                                   | レベルファイブスタジアム, 福岡     |  |
| 13:33                          | ダニルソン 74分 |       | 田中順也 7分 · 鎌田次郎 29分 · 伊東純也 52分 · 伊東純也 63分, 90+3分 · クリスティアーノ 81分 | 観客数: 13,042 人 主審: 福島孝一郎 |  |

#### 年間

##### 年間戦績
| 通算 | 通算 | 通算 | 通算 | 通算 | 通算 | 通算 | 通算 | ホーム | ホーム | ホーム | ホーム | ホーム | ホーム | アウェー | アウェー | アウェー | アウェー | アウェー | アウェー |
| 試   | 勝   | 分   | 敗   | 得   | 失   | 差   | 勝点 | 勝     | 分     | 敗     | 得     | 失     | 差     | 勝       | 分       | 敗       | 得       | 失       | 差       |
| ---- | ---- | ---- | ---- | ---- | ---- | ---- | ---- | ------ | ------ | ------ | ------ | ------ | ------ | -------- | -------- | -------- | -------- | -------- | -------- |
| 17   | 6    | 6    | 5    | 20   | 21   | −1   | 24   | 3      | 2      | 3      | 11     | 12     | −1     | 3        | 4        | 2        | 9        | 9        | 0        |

##### 年間順位表
| 順 | チーム             | 試 | 勝 | 分 | 敗 | 得 | 失 | 差 | 点 |
| -- | ------------------ | -- | -- | -- | -- | -- | -- | -- | -- |
| 5  | 大宮アルディージャ | 17 | 7  | 5  | 5  | 17 | 18 | −1 | 26 |
| 6  | ガンバ大阪         | 17 | 7  | 3  | 7  | 22 | 20 | +2 | 24 |
| 7  | 柏レイソル         | 17 | 6  | 6  | 5  | 20 | 21 | −1 | 24 |
| 8  | ジュビロ磐田       | 17 | 6  | 5  | 6  | 21 | 23 | −2 | 23 |
| 9  | FC東京             | 17 | 6  | 5  | 6  | 16 | 18 | −2 | 23 |

### ナビスコ杯

#### グループステージ

##### 順位表
| 順 | チーム             | 試 | 勝 | 分 | 敗 | 得 | 失 | 差 | 点 | 出場権                     |
| -- | ------------------ | -- | -- | -- | -- | -- | -- | -- | -- | -------------------------- |
| 1  | 横浜F・マリノス    | 6  | 3  | 2  | 1  | 7  | 5  | +2 | 11 | ノックアウトステージに進出 |
| 2  | アビスパ福岡       | 6  | 2  | 3  | 1  | 9  | 7  | +2 | 9  | ノックアウトステージに進出 |
| 3  | 川崎フロンターレ   | 6  | 2  | 2  | 2  | 9  | 5  | +4 | 8  |                            |
| 4  | 柏レイソル         | 6  | 2  | 2  | 2  | 9  | 8  | +1 | 8  |                            |
| 5  | ベガルタ仙台       | 6  | 2  | 2  | 2  | 4  | 5  | −1 | 8  |                            |
| 6  | アルビレックス新潟 | 6  | 2  | 1  | 3  | 6  | 12 | −6 | 7  |                            |
| 7  | サガン鳥栖         | 6  | 0  | 4  | 2  | 4  | 6  | −2 | 4  |                            |

##### 節別試合結果
| 第1節 2016年03月23日 (水) | アビスパ福岡                                                          | 2 - 2    | 柏レイソル                                                                      | レベルファイブスタジアム, 福岡 |  |
| 19:04                     | 城後寿 17分 · ウェリントン 30分 · 濱田水輝 36分 · キム・ヒョヌン 40分 | 公式記録 | 鎌田次郎 29分 · 輪湖直樹 55分 · 今井智基 62分 · 田中順也 77分 · 大津祐樹 90+3分 | 観客数: 5,525人 主審: 飯田淳平 |  |

| 第2節 2016年03月27日 (日) | 柏レイソル | 0 - 1    | ベガルタ仙台  | 日立柏サッカー場, 柏         |  |
| 15:03                     |            | 公式記録 | 富田晋伍 69分 | 観客数: 6,944人 主審: 廣瀬格 |  |

| 第3節 2016年04月06日 (水) | 横浜F・マリノス | 1 - 3    | 柏レイソル                                          | ニッパツ三ツ沢球技場, 横浜     |  |
| 19:34                     | 富樫敬真 5分    | 公式記録 | 湯澤聖人 31分 · 中川寛斗 42分 · 増嶋竜也 50分, 68分 | 観客数: 7,084人 主審: 西村雄一 |  |

| 第4節 2016年04月20日 (水) | 柏レイソル                                                    | 2 - 1    | 川崎フロンターレ                                  | 日立柏サッカー場, 柏         |  |
| 19:04                     | ディエゴ・オリヴェイラ 39分 · 湯澤聖人 50分 · 武富孝介 90+4分 | 公式記録 | エドゥアルド・ネット 57分, 72分 · 中野嘉大 90+1分 | 観客数: 5,543人 主審: 松尾一 |  |

| 第5節 2016年05月18日 (水) | 柏レイソル                                      | 1 - 2    | アルビレックス新潟                                                    | 日立柏サッカー場, 柏           |  |
| 19:03                     | ディエゴ・オリヴェイラ 66分 · 中谷進之介 90+3分 | 公式記録 | 小塚和季 36分, 72分 · 伊藤優汰 55分 · 小泉慶 90+2分 · 川浪吾郎 90+3分 | 観客数: 5,300人 主審: 飯田淳平 |  |

| 第7節 2016年06月05日 (日) | サガン鳥栖  | 1 - 1    | 柏レイソル                                      | ベストアメニティスタジアム, 鳥栖 |  |
| 14:04                     | 池田圭 31分 | 公式記録 | 小林祐介 15分 · 武富孝介 62分 · エデルソン 79分 | 観客数: 5,337人 主審: 西村雄一   |  |

### 天皇杯
| 2回戦 2016年09月03日 (土) | 柏レイソル                                                          | 5 - 2    | 奈良クラブ                                    | 日立柏サッカー場, 柏           |  |
| 18:03                     | 大津祐樹 58分, 73分 · ドゥドゥ 63分 · クリスティアーノ 69分, 90+3分 | 公式記録 | 谷口智紀 22分 · 小笠祐史 55分 · 谷口智紀 61分 | 観客数: 3,356人 主審: 岡部拓人 |  |

| 3回戦 2016年09月22日 (木) | 柏レイソル                                               | 1 - 0 (延長) | 愛媛FC        | 日立柏サッカー場, 柏           |  |
| 19:00                     | 大谷秀和 65分 · 中谷進之介 89分 · クリスティアーノ 113分 | 公式記録     | 深谷友基 88分 | 観客数: 3,345人 主審: 扇谷健司 |  |

| 4回戦 2016年11月12日 (土) | 柏レイソル    | 1 - 3    | 湘南ベルマーレ                                                   | 日立柏サッカー場, 柏           |  |
| 13:04                     | 輪湖直樹 25分 | 公式記録 | ジネイ 52分 · アンドレ･バイア 66分 · 高山薫 68分 · 大槻周平 85分 | 観客数: 6,588人 主審: 荒木友輔 |  |